# 프랑스령 마다가스카르
프랑스령 마다가스카르(프랑스어: Colonie de Madagascar et dépendances)는 1897년부터 1958년까지 현재의 마다가스카르, 코모로, 그리고 프랑스령 남방 및 남극에 존재했던 프랑스의 식민지이다. 마다가스카르 식민지 및 속령들 혹은 마다가스카르 식민지라고도 한다.

## 같이 보기
- 마다가스카르
- 코모로
- 프랑스령 남방 및 남극
- 프랑스 식민제국